# SC Phönix Essen
Der SC Phönix Essen 1920 e.V. ist ein Sportverein aus Essen mit circa 700 Mitgliedern.

## Geschichte
Der Verein entstand 1920, als eine Gruppe junger Männer auf dem Rüdesheimer Platz Fußball spielte. Sie nannten ihren Klub Sportklub Adler Essen-West. 1924 wurde der Verein in den Westdeutschen Spielverband (WSV) aufgenommen. Der Verein wurde in SC Phönix Essen umbenannt, Namenspate war die damalige Phönixbrauerei (später Stern-Brauerei bzw. Stauder-Brauerei). Die Vereinsfarben wurden Grün und Schwarz.
1933 folgte die Gründung einer Handballabteilung. Von 1970 bis 1977 spielten die Handballer in der ersten Bundesliga. In diesen Jahren platzierte sich der SC Phönix stets zwischen dem fünften und dem siebten Platz. In der Saison 1976/77 wurde SC Phönix Essen Tabellenletzter und stieg ab. In der Saison 2013/14 spielen die Handballer in der Bezirksliga.
Die erste Herren-Fußballmannschaft stieg 2013 in die Kreisliga A ab. Im Jahre 2022 wurde die Fußballabteilung des Vereins aufgelöst.

## Weitere Abteilungen
Neben der Fußball- und Handballabteilung wurde 1963 eine Tennisabteilung gegründet. Ein Jahr später wurde eine Turnabteilung eröffnet und seit 1981 gibt es eine Volleyballabteilung.